# 福永ちな
福永 ちな（ふくなが ちな、1981年7月28日 - ）は、日本の元タレント、元グラビアアイドル、元レースクイーンである。所属事務所はエスピーワン。愛知県出身。愛知県立三好高等学校卒業。

## 人物
- デビュー前までは名古屋市内の歯科医院で歯科助手をやっていた[3]。占いで芸能界を勧められた事をきっかけに23歳で上京し芸能界入りした。以前イエローキャブ名古屋で、「日高由香理」の芸名で活動していた[4]。
- 2004年からスーパー耐久、フォーミュラ・ニッポンなどでレースクイーンを務める。
- 2010年9月3日に「芸能とは違う分野でやりたいことが見つかったため」として、芸能活動を一旦休止することを発表した[5][6]。
- その後、所属していた芸能事務所とは別の事務所社長との結婚を発表[7]。既に芸能活動は行っていないが、山崎真実、愛川ゆず季、佐野夏芽、相澤仁美、河中あいといった、かつてのグラビアアイドル仲間のSNSに姿を見せたことがある。

## 出演

### テレビ
- P-1ゴールドラッシュ（テレビ大阪）
- パオパオ・アイドルGAMEバトル（2006年 - 、BS日テレ）
- BLOG@GIRLS（2006年7月 - 2007年3月、BS-i）
- Beach Angels（TBSチャンネル）
- アキハバラ@DEEP（2006年、TBS 他） - ちな 役
- 太田光の私が総理大臣になったら…秘書田中。（2007年3月9日、日本テレビ）
- ジャイケルマクソン（MBS） - 2007年10月 - 2008年9月、小阪由佳とセットで準レギュラー出演
- HAMASHO 大復活祭!!〜正月から風俗刑事大捜索スペシャル〜（2008年1月2日、日本テレビ） - HAMASHOクイズに出演
- 人志松本のすべらない話ザ・ゴールデン（フジテレビ）
- 踊る!さんま御殿!!（日本テレビ）
- ブルブルアンタッチャブル（ABCテレビ） - マンスリーアイドル
- たかじんONEMAN（MBS）
- なるトモ!（読売テレビ）
- TVチャンピオン2（テレビ東京） - ステージMC出演
- 草野キッド（2007年10月24日、テレビ朝日）
- ジャンバリ荘（2008年4月9日、テレビ愛知）
- トミカヒーロー レスキューフォース（2008年4月19日、テレビ愛知） - 畑かおる 役
- カルチャーSHOwQ〜21世紀テレビ検定〜（テレビ神奈川） - 第14回「下着」にゲスト出演
- ザ・トライアングル（2008年9月30日、TBS）
- 熱血!!ゴルフ女子部（2009年4月 - 、テレビ朝日）

### CSテレビ
- 戦え!キャプテンボニータ　#7（チャンネルNECO）
- 女子アナ水着ニュース（MONDO21）
- 悩殺×女神 #133（MONDO21）

### 映画
- 巨乳をビジネスにした男（2007年）
- SS エスエス（2008年） - ナオミ 役
- 白日夢（2009年）
- 秋葉男Z(ゼータ)（2009年） - ヒロイン：せりか 役

### ラジオ
- ゴチャ・まぜっ!火曜日（2006年10月 - 2007年10月、MBSラジオ） ※3週間に1回出演
- 細川茂樹 SBSで行こう!（2009年4月 - 2010年3月28日、静岡放送）

## リリース作品

### 写真集
- piari（2005年4月4日、竹書房） ISBN 4812421012
- ラブちな（2006年7月、学習研究社） ISBN 4054031242
- 蕾（2008年1月、ワニブックス） ISBN 978-4-8470-4063-4
- digi+KISHIN 福永ちな （2009年5月、小学館） ISBN 978-4091032201
- 決意 （2009年12月、ワニブックス） ISBN 978-4-8470-4222-5

### DVD
1. Fascination（2004年12月21日、イーネットフロンティア）
2. ぷらいべーと（2005年2月16日、ポニーキャニオン）
3. piari（2005年5月20日、竹書房）
4. Body Language（2005年8月19日、日本メディアサプライ）
5. ChinaMode（2005年12月15日、ラインコミュニケーションズ）
6. 恋ちな（2007年4月20日、ラインコミュニケーションズ）
7. platina（2007年10月26日、リバプール）
8. ひとり遊戯（2008年4月25日、竹書房）
9. CHINANの癒しまっくす（2008年11月21日、ネットプライス）KONANとの共演作
10. 妄想プラトニック（2009年1月23日、イーネットフロンティア）
11. 妄想プラトニックⅡ（2009年4月22日、イーネットフロンティア）
12. 白光天女（2009年7月20日、ラインコミュニケーションズ）
13. 甘い記憶（2009年7月20日、ラインコミュニケーションズ）
14. マドンナ（2010年1月22日、ワニブックス）
15. 春うらら（2010年4月22日、トリコ）